# Mentalisatiebevorderende therapie
Mentalisatiebevorderende therapie (MBT) is een integratieve vorm van psychotherapie ontwikkeld door Peter Fonagy en Anthony Bateman. MBT combineert aspecten van psychodynamische therapie, cognitieve gedragstherapie, systeemtherapie en ecologische benaderingen.
MBT is oorspronkelijk ontworpen voor de behandeling van mensen met een borderline-persoonlijkheidsstoornis (BPS). Veel mensen met BPS hebben geen sterk mentaliserend vermogen ontwikkeld, wat betekent dat ze moeite hebben om hun eigen gevoelens en gedrag te begrijpen, net als het gevoel en gedrag van de ander.
Door dit vermogen tot mentalisatie te vergroten, zouden mensen met BPS beter in staat zijn hun emoties te reguleren, leidend tot lagere suïcidaliteit en zelfbeschadiging en verbeterde interpersoonlijke relaties.

## Geschiedenis
Mentalisatiebevorderende therapie heeft haar oorsprong in het Anna Freud Centrum in Londen. Fonagy en de directeur, George Moran, bespraken waarom de laatste zo’n moeite had om te zorgen dat de adolescenten in zijn praktijk hun diabetes onder controle kregen. Zij ontdekten dat het bieden van interpretaties niet effectief was, maar met de adolescenten praten over wat ze dachten en voelden wél werkte om hun diabetes onder controle te krijgen.
Mentalisatie was al onderdeel van de psychoanalytische benadering; Fonagy besloot dit verder te verfijnen voor de aanpak van borderline-persoonlijkheidsstoornis - wat toentertijd werd beschouwd als onbehandelbaar. Samen met Anthony Bateman, een collega bij het Anna Freud Centrum, ontwikkelde hij in de jaren ‘90 de mentalisatiebevorderende therapie. In 2004 publiceerden zij het handboek Psychotherapy for Borderline Personality Disorder: Mentalization-Based Treatment.

## Effectiviteit
Fonagy, Bateman en collega's hebben uitgebreid onderzoek gedaan naar de uitkomsten van MBT voor borderline-persoonlijkheidsstoornis. In 1999 werd het eerste randomised controlled trial gepubliceerd, waarbij MBT werd toegepast in een gedeeltelijke ziekenhuissetting. De resultaten toonden klinische effectiviteit die gunstig afsteekt tegen de bestaande behandelingen voor BPS.
Een vervolgstudie gepubliceerd in 2001 volgde de proefpersonen uit de eerste RCT gedurende 18 maanden, en vond dat het positieve resultaat van de behandeling gedurende die periode aanhield. Sterker nog; het sociaal en interpersoonlijk functioneren van mensen die de MBT hadden ontvangen, bleef zich verbeteren na afloop van de behandeling.
De blijvende effectiviteit van MBT werd aangetoond in een 8-jarige follow-up van patiënten uit de oorspronkelijke studie, waarbij MBT werd vergeleken met standaard psychiatrische behandeling. In dit onderzoek bleek dat er bij mensen die MBT hadden ontvangen, sprake was van minder medicatiegebruik, minder ziekenhuisopnames en langere periodes van dienstverband vergeleken met patiënten die standaardzorg hadden ontvangen.